# Arany Ferenc
Arany Ferenc (Sztálinváros, 1954. július 17. –) ügyfél-kommunikációs szakértő (tréner, tanácsadó).

## Életpályája
Élete első felében sokféle dolgot megpróbált és megtanult. Közlekedési üzemmérnökként mint tengerésztiszt járta a világot, műszaki tanári, majd földrajz szakos középiskolai tanári diplomájával pedagógusként törekedett megszerzett gyakorlati tudása és tapasztalatai átadására.
Ezt követően egy könyv- és lapkiadó, oktatásszervező céget vezetett; az új feladatokhoz, újabb tanulmányokat folytatott. MBA diplomája után az „Akkreditált CHAMP tanácsadó” (Change Management Project Consultant) címet is megszerezte.
Többévnyi tapasztalattal a háta mögött 2000 őszén megírta a Panaszügyek hatékony megoldása című könyvet, és azóta az ügyfél-kommunikációs problémák, valamint az ügyfélszolgálatok fejlesztése lett a szakterülete. 2002-ben a Humán Erőforrás Alapítvány kuratóriumának tagja lett, és így közreműködhetett az ügyfélszolgálati munka OKJ szakmává tételének munkálataiban. A Corvinus Egyetem ügyfélkapcsolati szakközgazdász posztgraduális képzési programján oktatta az ügyfél-kommunikáció tantárgyat Jelenleg a Gold Invest Tanácsadó Kft. vezető tanácsadója.

## Publikációi

### Szakkönyvek
| Szerzők                                                                         | Cím                                                 | Kiadás éve | Kiadó                      |
| ------------------------------------------------------------------------------- | --------------------------------------------------- | ---------- | -------------------------- |
| Arany Ferenc                                                                    | Panaszügyek hatékony megoldása                      | 2000       | Gold Invest Kft.           |
| Arany Ferenc, Bohnné Keleti Katalin, Dr. Szeles Péter, Tóth Éva Mária           | CRM-Ügyfélszolgálati menedzsment                    | 2001       | Management Kiadó Kft.      |
| Arany Ferenc, Dr. Balázs Géza, Rozsovits Edit, Seprődi Patricia, Tóth Éva Mária | Személyes ügyfél-kommunikáció                       | 2004       | Humán Erőforrás Alapítvány |
| Arany Ferenc, Dr. Balázs Géza, Rozsovits Edit, Seprődi Patricia, Tóth Éva Mária | Telefonos ügyfél-kommunikáció                       | 2004       | Humán Erőforrás Alapítvány |
| Arany Ferenc                                                                    | Panaszügyek hatékony megoldása (2. bővített kiadás) | 2011       | Gold Invest Kft.           |

### Szakmai cikkek
| Újság                                         | Kiadó                                                | Dátum/Szám                  | Témakör                                                              |
| --------------------------------------------- | ---------------------------------------------------- | --------------------------- | -------------------------------------------------------------------- |
| Üzlet & Pszichológia                          | Professional Publishing Hungary Kft.                 | 2014. június/július         | A sikeres ügyintézés titka - Konfliktuskezelés alárendelt helyzetben |
| Computerworld                                 | Project029 Media And Communications Szolgáltató Kft. | 2013. március 27. 08. szám  | A jól működő CRM-rendszer versenyelőny                               |
| HR Portál                                     | HR Portál                                            | 2011. szeptember            | Ördögi játszmák az ügyfélszolgálaton                                 |
| Controlling Világ                             | IFUA Horváth & Partners Kft.                         | 2011. szeptember            | Panaszcontrolling                                                    |
| Haszon magazin                                | Haszon magazin                                       | 2011. szeptember            | Játszmák az Ügyféllel                                                |
| Microsoft                                     | A cég weboldala                                      | 2006. március               | Ügyfélmegtartás                                                      |
| Cégvezetés                                    | Hírtőzsde Holding Rt.                                | XIII. évfolyam 2005/3. szám | A reklamációk kezelése                                               |
| Partnering                                    | Humán Erőforrás Alapítvány                           | 2005. május                 | Ügyfélsirámok és kezelésük                                           |
| Biztosítási szemle                            | Magyar Biztosítók Szövetsége                         | LI. évfolyam 2005. 3. szám  | Mennyibe kerülnek az ügyfélpanaszok a biztosítónak?                  |
| NÁLUNK A Takarékszövetkezeti Integráció lapja | Országos Takarékszövetkezeti Szövetség               | XIV. évfolyam 2005 1. szám  | Ügyfélpanasz-kezelés a Takarékszövetkezetben                         |
| CEO                                           | Quality Training Studio Kft.                         | 2003/5. szám                | Az ügyfélszolgálat működési kockázatainak kezelése                   |
| CEO                                           | Quality Training Studio Kft.                         | 2003/3. szám                | A reklamáció mint az innováció egyik erőforrása                      |
| Világgazdaság, Menedzser melléklet            | ZÖLD ÚJSÁG Rt.                                       | 2003. április               | A visszaszerzett bizalom ára: a kompenzáció                          |
| Világgazdaság, Menedzser melléklet            | ZÖLD ÚJSÁG Rt.                                       | 2002. szeptember            | Reklamáló ügyfelek                                                   |
| Piac és Profit                                | Piac és Profit Kiadó Kft.                            | 2002. július - augusztus    | Nem egyenlő minden ügyfél                                            |
| BOSS                                          | PersonArt Kft.                                       | 2001. december              | A visszaszerzett bizalom ára: a kompenzáció                          |
| CEO                                           | Quality Training Studio Kft.                         | 2000. március               | Mit tud a felső vezetés az ügyfélpanaszokról?                        |
| Világgazdaság, MenedzserKalauz                | Zöld Újság Rt.                                       | 2000. december              | A reklamáció önkéntes és ingyenes segítség a cégnek                  |
| Fővárosi Közmű                                | Közmű Lap- és Könyvkiadó Egyesülés                   | 2000. október               | Ügyfélpanasz-kezelés a közműveknél                                   |
| Világgazdaság, MenedzserKalauz                | Zöld Újság Rt.                                       | 2000. október               | A panaszokból tanulni is lehet                                       |
| PR Herald                                     | Signus PR Tanácsadó és Kiadó Rt.                     | 2000. 10. szám              | Az ügyfélpanasz-kezelés PR-vonatkozásai                              |
| Világgazdaság, MenedzserKalauz                | Zöld Újság Rt.                                       | 2000. szeptember            | Miért nem szeretjük a reklamációt?                                   |
| Világgazdaság, MenedzserKalauz                | Zöld Újság Rt.                                       | 2000. szeptember            | Mire jó az ügyfélpanasz?                                             |
| Főtáv Rt. Hírmondó                            | Budapesti Távhőszolgáltató Rt.                       | 2000. szeptember            | Ügyfélpanasz-kezelés                                                 |
| Az Üzlet                                      | VMKIK gazdasági lapja                                | 2000. május                 | Mitől olyan ingerült a reklamáló ügyfél?                             |
| Vízmű Panoráma                                | VCsOSzSz Lapja                                       | 2000. 2. szám               | Ügyfélpanasz-kezelés monopolhelyzetben                               |

Forrás: www.goldinvest.hu